# Кокк, Каспар
Каспар Кокк (эст. Kaspar Kokk; род. 3 августа 1982, Тарту) — эстонский лыжник, участник двух Олимпийских игр. Специалист дистанционных гонок.

## Карьера
В Кубке мира Кокк дебютировал в феврале 2001 года, в феврале 2011 года единственный раз попал в десятку лучших на этапе Кубка мира, в эстафете. Кроме этого на сегодняшний день имеет на своём счету 12 попаданий в тридцатку лучших на этапах Кубка мира, 2 в командных соревнованиях и 10 в личных. Лучшим достижением Кокка в общем итоговом зачёте Кубка мира является 105-е место в сезоне 2004—2005 годов.
На Олимпиаде-2006 в Турине стартовал в трёх гонках: дуатлон 15+15 км — 19-е место, 15 км классикой — 35-е место, эстафета — 8-е место.
На Олимпиаде-2010 в Ванкувере стал 42-м в дуатлоне 15+15 км и 14-м в эстафете.
За свою карьеру принимал участие в четырёх чемпионатах мира, лучший результат 8-е место в эстафете на чемпионате-2009, а в личных гонках 11-е место в масс-старте на 50 км на чемпионате 2007 года.
Использует лыжи производства фирмы Madshus, ботинки и крепления Salomon.